# Kasaja

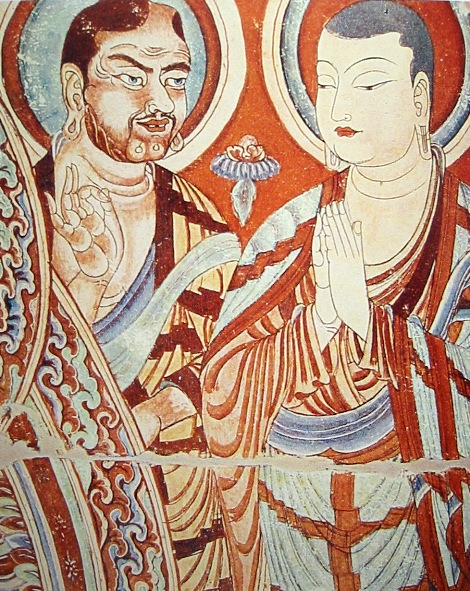
Közép-ázsiai és kínai szerzetesek hagyományos kásájában. Bezeklik, keleti Tarim-medence, Kína, 9-10. század.

A kasaja (szanszkrit: काषाय kásája; páli: kaszáva; kínai: 袈裟, pinjin: jiāshā, japán: 袈裟, koreai: 가사, vietnámi: cà-sa, tibeti: "csougu") a buddhista szerzetesek (bhikkhu) és apácák (bhikkhuni) ruhája, amely barna vagy sáfrány színéről kapta a nevét. Szanszkrit és páli nyelven ezeket a ruhákat általánosan úgy nevezik, hogy csívara, amely nem tartalmazza a színmeghatározást.

## Eredete és szerkezete

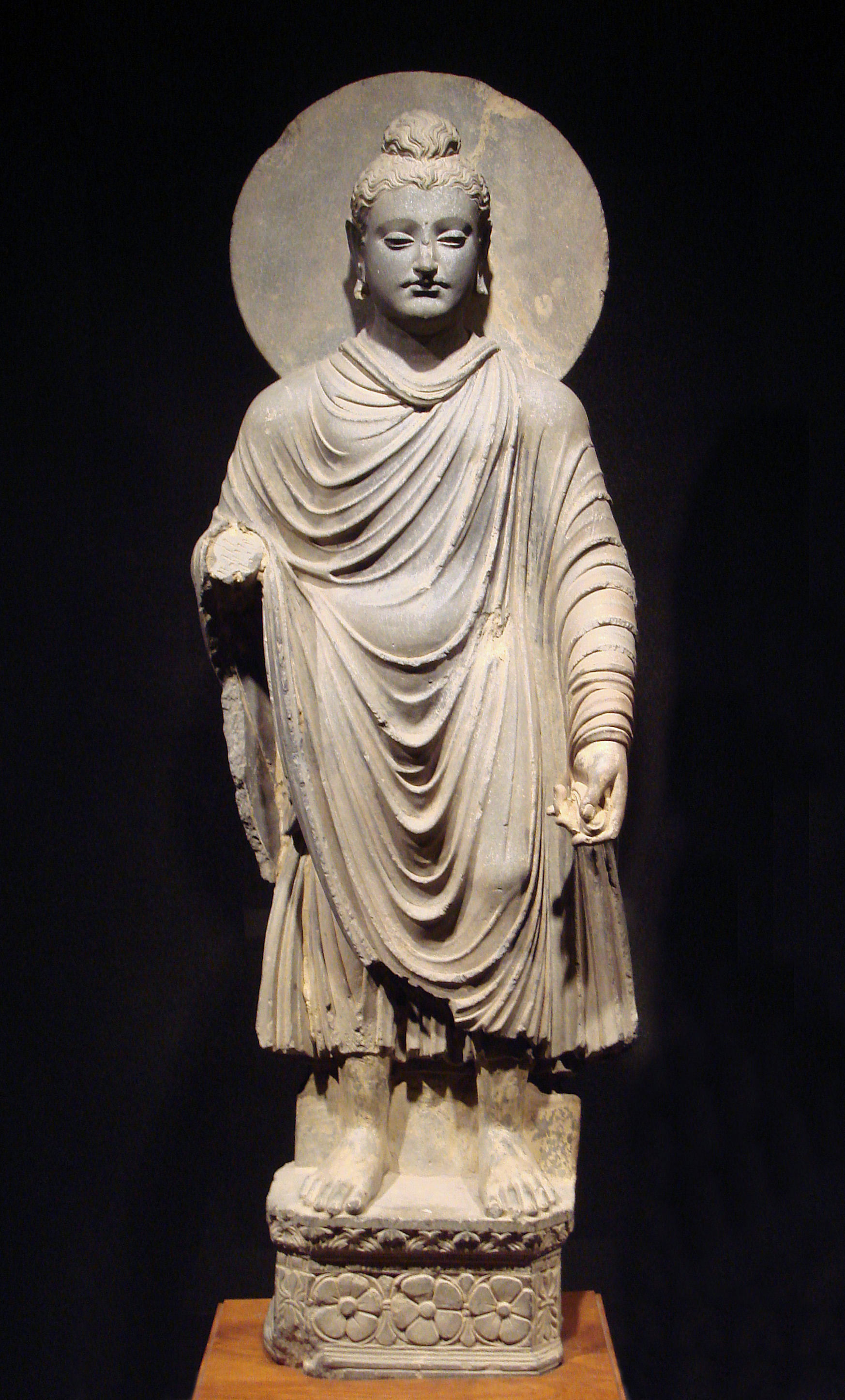
Buddha korai ábrázolásán hellén stílusú kásája ruhát visel.

A buddhista kasaja Indiából származik, Gautama Buddha tanítványainak öltözékére utalva. Létezik olyan mintás változata is, amely hasonlít az ázsiai rizsmezőkre. Az eredeti kasaját eldobott szövetekből varrták össze, általában három négyzet alakú darabból (a darabok elnevezései: antarvásza, uttarászanga és szamgáti).  A  "hármas ruházatot" vagy tricsívarát részletesen leírja a théraváda Vinaja (Vin 1:94 289).

### Az antarvásza
Az antarvásza az alsótest eltakarására szolgáló darab. Ez a többi réteg alatt helyezkedik el. Nagy gallérja van és majdnem teljesen betakarja a törzset. Buddha ábrázolásakor az antarvásza alja általában kitüremkedik durva háromszög alakban.

### Az uttarászanga
A felsőtest takarását szolgáló darab, amely az alsó réteg fölé kerül. Buddha ábrázolásakor az uttarászanga ritkán látható, ugyanis eltakarja a felső réteg, a szamgáti.

### A szamgáti
A szamgáti a legfelső darab, amelyet különböző alkalmakkor viselnek. Az uttarászangára és az antarvászára kerül. Buddha ábrázolásakor általában ez a ruharész látható leggyakrabban. Az alakja nagyon hasonlít az ókori görög köpenyekhez, amelyet a gandhárai görög-buddhista művészetben hasonló gyűrődésekkel ábrázoltak.

### Kiegészítők
A hármas ruházatot egyéb ruhadarabok is kiegészíthették:

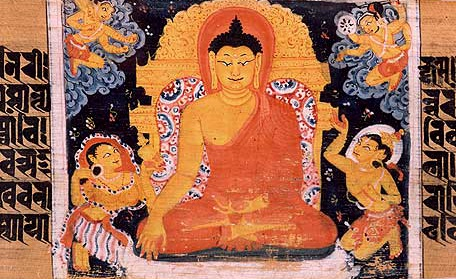
Buddha vörös ruhás indiai ábrázolása. Szanszkrit kézirat. Nálanda, Bihár, India. Pála kor.

- derék ruhadarab, a kusalaka
- csatos öv, a szamakakszika

## A kasaja az indiai buddhizmusban
Indiában a különféle kasaja ruháknak egyházi irányzatmegkülönböztető szerepe volt. A ruhák színe széles skálán mozgott a vöröstől az orchideán át a kékig és a feketéig.
148 és 170 között An Sikao pártus szerzetes Kínába utazott és olyan műveket is fordított, amelyekben szerepelnek az indiai buddhista szerzetesrendek ruházatainak színei. Egy későbbi szöveg fordítása (Sáriputrapariprccsá) szintén tartalmaz egy hasonló részt ezekkel az információkkal, azonban a szarvásztiváda és a dharmaguptaka szekták színei felcserélve szerepelnek.
| Nikája         | Da Biqiu Sanqian Weiyi | Sáriputrapariprccsá |
| -------------- | ---------------------- | ------------------- |
| Szarvásztiváda | sötét vörös            | fekete              |
| Dharmaguptaka  | fekete                 | sötét vörös         |
| Mahászánghika  | sárga                  | sárga               |
| Mahísászaka    | kék                    | kék                 |
| Kásjapíja      | magnólia               | magnólia            |

A múlaszarvásztiváda Vianját (szerzetesi szabályzat könyvei) követő tibeti buddhizmus hagyományaiban a vörös ruhák képviselik a saját irányzatukat.

## A csiasa a kínai buddhizmusban
A kínai buddhizmusban a kásáját úgy nevezik, hogy csiasa (kínai: 袈裟). A kínai buddhizmus korai időszakában a legelterjedtebb szín a vörös volt. Később a színeknek itt is megkülönböztető szerepe volt. Azonban a kínai buddhista szerzetesek ruhájának színe gyakran a régiót képviseli, nem pedig az iskolát. Idővel már csak a dharmaguptaka átadási vonal élt, emiatt - Indiától eltérően - a ruhák színének nem volt többé jelentősége.
A Tang-dinasztia idején a kínai buddhista szerzetesek általában szürkés-fekete ruhát viseltek és úgy utaltak rájuk, hogy a "fekete ruhások" (緇衣 - Ziyi)." Azonban a Szung-dinasztia kori Zanning (919–1001) szerzetes arról írt, hogy a korábbi dinasztiákban (Han-Vei korokban) a kínai szerzetesek vörös ruhát viseltek.

## A kesza a japán buddhizmusban

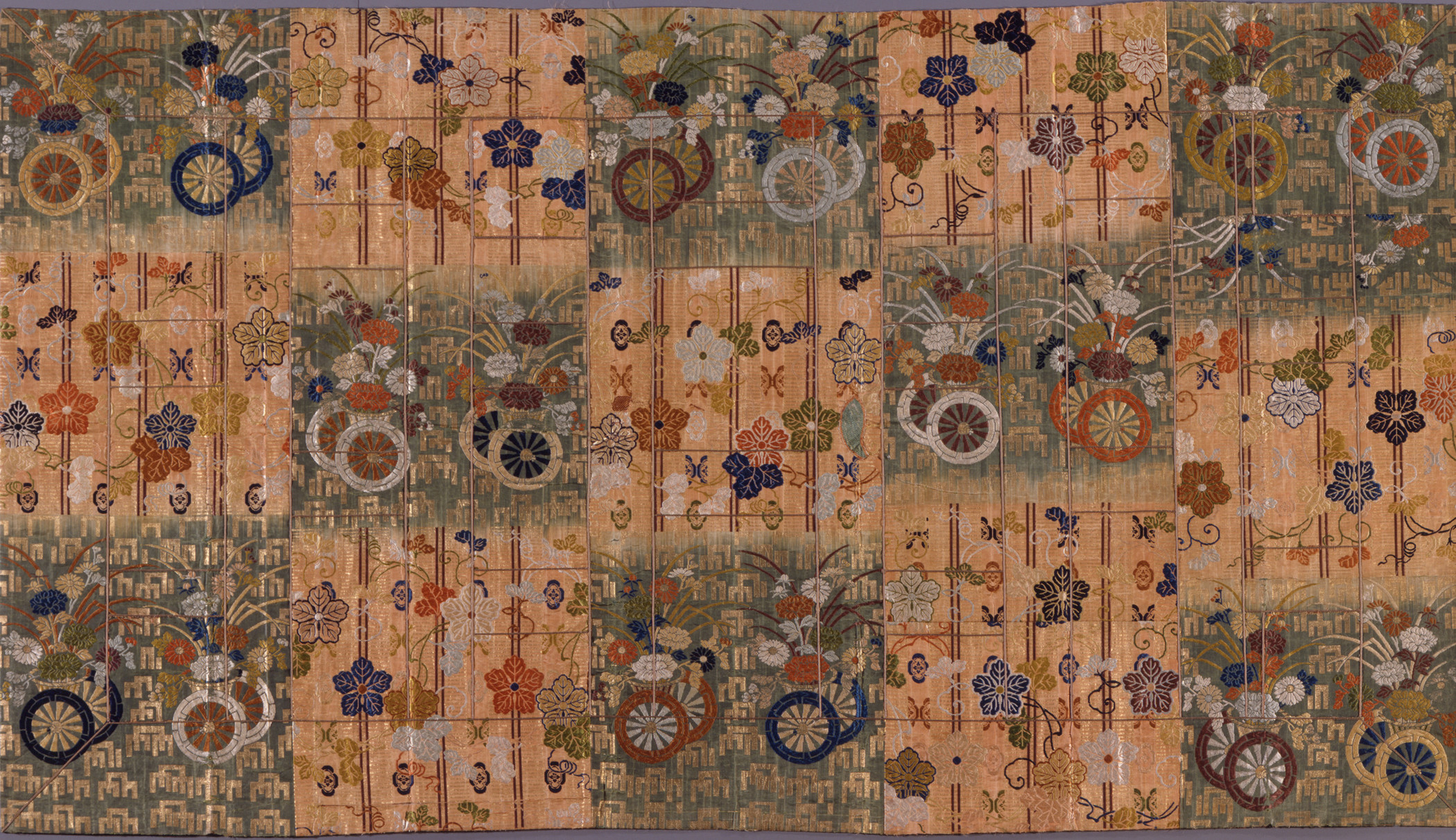
Japán buddhista pap köpenye (kesza), 1775-1825. Los Angeles.

A japán buddhizmusban a kásáját úgy nevezik, hogy kesza (袈裟). Japánban az Edo és a Meidzsi-korban a keszát néha olyan darabokból varrták össze, amelyeket a Nó színházban használtak.